# 魏拯民
魏拯民（1909年2月3日—1941年3月8日），原名關有維，字伯張，山西屯留人，中國抗日戰爭烈士，中國共產黨黨員，曾歷任中共哈爾濱市道外區區委書記、哈爾濱市市委書記、北滿特委書記、東滿省委書記、南滿省委書記，在東北抗日聯軍中曾擔任東北抗聯第二軍政治委員、東北抗聯第一路軍總政治部主任、東北抗聯第一路軍副總司令。
魏拯民早年曾組織學生運動，後於1926年加入中國共青團，次年加入中國共產黨。1932年，九一八事變後，受中共黨組織委派前往中國東北，任哈爾濱道外區區委書記、哈爾濱市委書記。1935年，被委任為北滿特委書記，同年受滿洲省委委派往莫斯科參加共產國際第七次代表大會。次年回國，將東北人民革命軍第二軍改編為東北抗日聯軍第二軍，並任政委。1936年與楊靖宇共同召開河里會議，組建東北抗聯第一路軍，任政治委員。1938年，兼任東北抗聯第一路軍副總司令。楊靖宇犧牲後，於1940年2月開始指揮第一路軍，並在攻擊哈爾巴嶺車站和在黃泥河子對偽警察隊的戰鬥中獲勝。1941年3月8日病逝。

## 生平

### 早年
魏拯民於1909年2月3日出生於山西省屯留縣王村，為家中三兄妹中的長子，父親關宏元務農兼教書。